# 750 v.Chr.
Het jaar 750 v.Chr. is een jaartal volgens de christelijke jaartelling.

## Gebeurtenissen

### Klein-Azië
- Koning Sardur II laat de steden in het koninkrijk Urartu versterken tegen de Kimmeriërs.

### Italië
- De Ionische-Grieken stichten aan de Golf van Napels, de steden Cumae en Neapolis.
- In deze tijd werd waarschijnlijk Pompeï gesticht.

## Overleden
- 1-Aardbeving, eerste bij naam bekende persoon uit de geschiedenis van Amerika